# Askøy
Askøy é uma comuna da Noruega, com 99 km² de área e 22 020 habitantes (censo de 2005).         